# Kong Christian stod ved højen mast
Kong Christian stod ved højen mast (Deense uitspraak: ɡ̊ʰʌŋ ˈɡ̊ʰʁεsdjan ˈstoːˀð ve ˈhʌjən masd) (letterlijk: Koning Christiaan stond bij de hoge mast), meestal afgekort tot Kong Christian, is het koninklijk volkslied van Denemarken. Het lied werd in 1780 aangenomen en is een van de oudste volksliederen in de wereld. 
Het is gecomponeerd door Ditlev Ludvig Rogert, en de tekst verscheen voor het eerst in Johannes Ewalds historische drama De Vissers in 1828. Der er et yndigt land wordt gebruikt als algemeen volkslied. 
Kong Kristian wordt alleen gespeeld als er een lid van de koninklijke familie aanwezig is, en vaak wordt alleen het eerste vers gebruikt.
Tijdens de jaarwisseling wordt om klokslag twaalf Kong Christian gezonnen door een Deens meisjeskoor. Dit wordt rechtstreeks uitgezonden op de Deense televisie.

## Tekst
| Kong Christian stod ved højen mast     | Koning Christiaan stond bij de hoge mast                    |
| i røg og damp;                         | in rook en damp;                                            |
| hans værge hamrede så fast,            | zijn zwaard hamerde zo snel                                 |
| at gotens hjelm og hjerne brast.       | dat het door de helm en de schedel van de Goot ging.        |
| Da sank hvert fjendtligt spejl og mast | Toen zonk elk vijandelijk schip en mast                     |
| i røg og damp.                         | in rook en damp.                                            |
| Fly, skreg de, fly, hvad flygte kan!   | Vlucht riep men, vlucht wie vluchten kan!                   |
| hvo står for Danmarks Christian        | wie kan Deense Christiaan weerstaan                         |
| hvo står for Danmarks Christian        | wie kan Deense Christiaan weerstaan                         |
| i kamp?                                | in de strijd?                                               |
|                                        |                                                             |
| Niels Juel gav agt på stormens brag.   | Niels Juel werd gewaarschuwd door het gebulder van de storm |
| Nu er det tid.                         | nu is het tijd.                                             |
| Han hejsede det røde flag              | Hij hees de rode vlag                                       |
| og slog på fjenden slag i slag.        | en versloeg de vijand veldslag na veldslag.                 |
| Da skreg de højt blandt stormens brag: | Zij riepen er hoog onder het gebulder van de storm:         |
| Nu er det tid!                         | nu is het tijd!                                             |
| Fly, skreg de, hver, som véd et skjul! | Vlucht, riep men, iedereen die een schuilplaats weet!       |
| hvo kan bestå mod Danmarks Juel        | wie kan stand houden tegen Deense Juel                      |
| hvo kan bestå mod Danmarks Juel        | wie kan stand houden tegen Deense Juel                      |
| i strid?                               | in een gevecht?                                             |
|                                        |                                                             |
| O, Nordhav! Glimt af Wessel brød       | O, Noordzee! De opkomst van Wessel gebroken                 |
| din mørke sky.                         | jouw donkere lucht.                                         |
| Da ty'de kæmper til dit skød;          | De strijders zochten toevlucht in je schoot;                |
| thi med ham lynte skræk og død.        | want met hem rees terreur en dood.                          |
| Fra vallen hørtes vrål, som brød       | In de strijd klonken stemmen, die werden gebroken           |
| den tykke sky.                         | de dichte mist.                                             |
| Fra Danmark lyner Tordenskjold;        | Uit Denemarken dondert Tordenskjold!                        |
| hver give sig i himlens vold           | iedereen bezwijkt aan het geweld van de hemel               |
| hver give sig i himlens vold           | iedereen bezwijkt aan het geweld van de hemel               |
| og fly!                                | en vlucht.                                                  |
| Du danskes vej til ros og magt,        | Jij Deense weg naar glorie en macht,                        |
| sortladne hav!                         | zwartachtige zee!                                           |
| Modtag din ven, som uforsagt           | Ontvang je vriend, altijd onverschrokken                    |
| tør møde faren med foragt              | waagt het gevaar te trotseren met minachting                |
| så stolt som du mod stormens magt,     | zo trots als jij tegen de kracht van de storm,              |
| sortladne hav!                         | zwartachtige zee!                                           |
| Og rask igennem larm og spil           | En snel tussen lawaai en bedrijvigheid                      |
| og kamp og sejer før mig til           | en gevecht en mij neer te slaan in                          |
| og kamp og sejer før mig til           | en gevecht en mij neer te slaan in                          |
| min grav!                              | mijn graf!                                                  |